# Campeonato Argentino de Futebol de 2022 – Quarta Divisão (Primera C)
A Primera C do Campeonato Argentino de Futebol de 2022, também conhecida oficialmente como Campeonato de Primera División "C" 2022 ou simplesmente como Primera C 2022, foi a 37.ª temporada da Primera C equivalente à quarta divisão do futebol argentino para os clubes diretamente afiliados à Associação do Futebol Argentino (a 90.ª temporada como Primera C e a 116ª edição da quarta divisão para clubes afiliados). A liga foi organizada pela própria Associação do Futebol Argentino (AFA), entidade máxima do futebol na Argentina, sendo composta por clubes da região metropolitana de Buenos Aires. O campeonato começou 12 de fevereiro de 2020 e terminou em 19 de novembro, consagrando um campeão e outorgando um único à Primera B de 2023. Foi disputado por 19 clubes: 17 que permaneceram da torneio de 2021, mais os dois clubes promovidos da divisão inferior, Liniers e Puerto Nuevo, respectivamente, campeão da Primera D de 2021 e vencedor do "mata-mata" pelo acesso.
O campeão da edição foi o Argentino, da cidade Merlo, que levantou seu primeiro título do torneio e foi o único time promovido à Primera B de 2023. A "Academia", apelido do clube de Merlo, em seus 116 anos de vida, nunca havia conseguido dar o tão esperado salto para a terceira divisão do futebol argentino.

## Regulamento
A competição foi disputada por dezenove clubes e dividida em duas fases: uma classificatória no no sistema de pontos corridos e uma eliminatória no sistema "mata-mata" (play-off). A fase classificatória, por sua vez, foi dividida em dois torneios independentes, Torneo Apertura e Torneo Clausura, ambos disputados em turno único. No Apertura, todos os times jogam entre si uma única vez e terão o mando de campo invertido nos jogos do Clausura. Em caso de igualdade na pontuação durante a etapa classificatória, são critérios de desempate: 1) melhor saldo de gols; 2) mais gols pró; 3) confronto direto (pontos, saldo de gols e gols pró).
Quanto ao campeão e ao acesso à segunda divisão, teríamos duas situações possíveis a serem consideradas: (1) Se um mesmo clube vencesse os dois torneios seria declarado campeão da Primera C e teria o direito de disputar a terceira divisão de 2023; (2) no entanto, se times distintos conquistassem o Apertura e o Clausura, teríamos a disputa de um "mata-mata" pelo título e acesso à Primera B, a ser disputado pelos vencedores dos dois torneios e pelos oitos times subsequentes na classificação geral (Apertura e Clausura juntos). Na etapa eliminatória, em caso de igualdade na pontuação e, posteriormente, no saldo de gols do duelo, o desempate é decidido na disputa de pênaltis.
Quanto ao rebaixamento, ao final da temporada, foi rebaixado para a quinta divisão o clube com a pior colocação na classificação geral.
O campeão e os três melhores colocados na classificação geral participarão da primeira fase da Copa de Argentina de 2023.

## Participantes
| Equipe              | Cidade                | Estádio (mando)                                | Temporada de 2021             |
| ------------------- | --------------------- | ---------------------------------------------- | ----------------------------- |
| Argentino de Merlo  | Merlo                 | Merlo                                          | 6.º lugar no geral            |
| Atlas               | General Rodríguez     | Ricardo Puga                                   | 11.º lugar no geral           |
| Berazategui         | Berazategui           | Norman Lee                                     | 5.º lugar no geral            |
| Central Córdoba     | Rosário               | Gabino Sosa                                    | 3.º lugar no geral            |
| Claypole            | Claypole              | Rodolfo Capocasa                               | 13.º lugar no geral           |
| Deportivo Español   | Buenos Aires          | Nueva España                                   | 10.º lugar no geral           |
| Deportivo Laferrere | Gregorio de Laferrere | Ciudad de Laferrere                            | 4.º lugar no geral            |
| El Porvenir         | Gerli                 | Gildo Francisco Ghersinich                     | 19.º lugar no geral           |
| Excursionistas      | Buenos Aires          | Excursionistas                                 | 8.º lugar no geral            |
| Ferrocarril Midland | Libertad              | Ciudad de Libertad                             | 16.º lugar no geral           |
| General Lamadrid    | Buenos Aires          | Enrique Sexto                                  | 14.º lugar no geral           |
| Leandro N. Alem     | General Rodríguez     | Leandro N. Alem                                | 18.º lugar no geral           |
| Liniers             | San Justo             | Juan Antonio Arias                             | (promovido da quinta divisão) |
| Luján               | Luján                 | Municipal de la Ciudad de Luján / 1.º de Abril | 12.º lugar no geral           |
| Puerto Nuevo        | Campana               | Rubén Carlos Vallejos                          | (promovido da quinta divisão) |
| Real Pilar          | Pilar                 | Carlos Barraza                                 | 9.º lugar no geral            |
| San Martín          | Burzaco               | Francisco Boga                                 | 15.º lugar no geral           |
| Sportivo Italiano   | Ciudad Evita          | República de Italia                            | 7.º lugar no geral            |
| Victoriano Arenas   | Valentín Alsina       | Saturnino Moure                                | 17.º lugar no geral           |

### Distribuição geográfica dos clubes
| Região                          | Total | Clubes |
| ------------------------------- | ----- | --- |
| Província de Buenos Aires       | 10    | Argentino de Merlo, Atlas, Berazategui, Claypole, Deportivo Laferrere, El Porvenir, Leandro N. Alem, Liniers, Luján, Ferrocarril Midland, Puerto Nuevo, Real Pilar, San Martín (B), Sportivo Italiano e Victoriano Arenas |
| Cidade Autônoma de Buenos Aires | 3     | Deportivo Español, Excursionistas e General Lamadrid |
| Cidade de Rosário               | 1     | Central Córdoba |

## Fase classificatória

### Classificação doTorneo Apertura
| Pos. | Equipes             | P  | J  | V | E  | D  | GP | GC | SG  | Classificação       |
| ---- | ------------------- | -- | -- | - | -- | -- | -- | -- | --- | ------------------- |
| 1    | Ferrocarril Midland | 34 | 18 | 9 | 7  | 2  | 31 | 16 | 15  | Campeão do Apertura |
| 2    | Excursionistas      | 32 | 18 | 8 | 8  | 2  | 25 | 14 | 11  |                     |
| 3    | Berazategui         | 31 | 18 | 9 | 4  | 5  | 22 | 16 | 6   |                     |
| 4    | Sportivo Italiano   | 29 | 18 | 8 | 5  | 5  | 22 | 13 | 9   |                     |
| 5    | Claypole            | 29 | 18 | 8 | 5  | 5  | 16 | 15 | 1   |                     |
| 6    | Leandro N. Alem     | 28 | 18 | 7 | 7  | 4  | 18 | 14 | 4   |                     |
| 7    | Real Pilar          | 28 | 18 | 8 | 4  | 6  | 17 | 13 | 4   |                     |
| 8    | Deportivo Español   | 27 | 18 | 7 | 6  | 5  | 25 | 16 | 9   |                     |
| 9    | Deportivo Laferrere | 27 | 18 | 5 | 12 | 1  | 9  | 5  | 4   |                     |
| 10   | Atlas               | 27 | 18 | 7 | 6  | 5  | 19 | 16 | 3   |                     |
| 11   | Luján               | 26 | 18 | 6 | 8  | 4  | 19 | 18 | 1   |                     |
| 12   | Liniers             | 25 | 18 | 7 | 4  | 7  | 24 | 21 | 3   |                     |
| 13   | General Lamadrid    | 25 | 18 | 7 | 4  | 7  | 23 | 24 | −1  |                     |
| 14   | Central Córdoba (R) | 20 | 18 | 4 | 8  | 6  | 18 | 19 | −1  |                     |
| 15   | Argentino de Merlo  | 20 | 18 | 5 | 5  | 8  | 15 | 21 | −6  |                     |
| 16   | Victoriano Arenas   | 18 | 18 | 5 | 3  | 10 | 15 | 28 | −13 |                     |
| 17   | San Martín (B)      | 11 | 18 | 1 | 8  | 9  | 14 | 28 | −14 |                     |
| 18   | El Porvenir         | 11 | 18 | 2 | 5  | 11 | 10 | 24 | −14 |                     |
| 19   | Puerto Nuevo        | 8  | 18 | 1 | 5  | 12 | 10 | 31 | −21 |                     |

### Classificação doTorneo Clausura
| Pos. | Equipes             | P  | J  | V  | E | D  | GP | GC | SG  | Classificação       |
| ---- | ------------------- | -- | -- | -- | - | -- | -- | -- | --- | ------------------- |
| 1    | Argentino de Merlo  | 39 | 18 | 12 | 3 | 3  | 32 | 16 | 16  | Campeão do Clausura |
| 2    | Deportivo Español   | 38 | 18 | 11 | 5 | 2  | 23 | 10 | 13  |                     |
| 3    | Claypole            | 32 | 18 | 10 | 2 | 6  | 27 | 19 | 8   |                     |
| 4    | Real Pilar          | 31 | 18 | 8  | 7 | 3  | 24 | 14 | 10  |                     |
| 5    | Excursionistas      | 31 | 18 | 9  | 4 | 5  | 26 | 18 | 8   |                     |
| 6    | Puerto Nuevo        | 29 | 18 | 7  | 8 | 3  | 16 | 15 | 1   |                     |
| 7    | Deportivo Laferrere | 28 | 18 | 8  | 4 | 6  | 20 | 16 | 4   |                     |
| 8    | Sportivo Italiano   | 27 | 18 | 7  | 6 | 5  | 19 | 14 | 5   |                     |
| 9    | Atlas               | 27 | 18 | 7  | 6 | 5  | 17 | 16 | 1   |                     |
| 10   | Berazategui         | 26 | 18 | 8  | 2 | 8  | 27 | 25 | 2   |                     |
| 11   | Central Córdoba (R) | 25 | 18 | 7  | 4 | 7  | 20 | 18 | 2   |                     |
| 12   | Luján               | 21 | 18 | 5  | 6 | 7  | 18 | 23 | −5  |                     |
| 13   | Liniers             | 20 | 18 | 4  | 8 | 6  | 21 | 24 | −3  |                     |
| 14   | Ferrocarril Midland | 19 | 18 | 5  | 4 | 9  | 17 | 22 | −5  |                     |
| 15   | San Martín (B)      | 16 | 18 | 4  | 4 | 10 | 12 | 19 | −7  |                     |
| 16   | General Lamadrid    | 16 | 18 | 3  | 7 | 8  | 16 | 24 | −8  |                     |
| 17   | Victoriano Arenas   | 13 | 18 | 3  | 4 | 11 | 13 | 26 | −13 |                     |
| 18   | El Porvenir         | 12 | 18 | 2  | 6 | 10 | 13 | 27 | −14 |                     |
| 19   | Leandro N. Alem     | 11 | 18 | 2  | 8 | 8  | 11 | 26 | −15 |                     |

### Classificação geral
| Pos. | Equipes             | P  | J  | V  | E  | D  | GP | GC | SG  | Classificação                        |
| ---- | ------------------- | -- | -- | -- | -- | -- | -- | -- | --- | ------------------------------------ |
| 1    | Deportivo Español   | 65 | 36 | 18 | 11 | 7  | 48 | 26 | 22  | Classificados para o Torneo Reducido |
| 2    | Excursionistas      | 63 | 36 | 17 | 12 | 7  | 51 | 32 | 19  | Classificados para o Torneo Reducido |
| 3    | Claypole            | 61 | 36 | 18 | 7  | 11 | 43 | 34 | 9   | Classificados para o Torneo Reducido |
| 4    | Real Pilar          | 59 | 36 | 16 | 11 | 9  | 41 | 27 | 14  | Classificados para o Torneo Reducido |
| 5    | Argentino de Merlo  | 59 | 36 | 17 | 8  | 11 | 47 | 37 | 10  | Classificados para o Torneo Reducido |
| 6    | Berazategui         | 57 | 36 | 17 | 6  | 13 | 49 | 41 | 8   | Classificados para o Torneo Reducido |
| 7    | Sportivo Italiano   | 56 | 36 | 15 | 11 | 10 | 41 | 27 | 14  | Classificados para o Torneo Reducido |
| 8    | Deportivo Laferrere | 55 | 36 | 13 | 16 | 7  | 29 | 21 | 8   | Classificados para o Torneo Reducido |
| 9    | Atlas               | 54 | 36 | 14 | 12 | 10 | 36 | 32 | 4   | Classificados para o Torneo Reducido |
| 10   | Ferrocarril Midland | 53 | 36 | 14 | 11 | 11 | 48 | 38 | 10  | Classificados para o Torneo Reducido |
| 11   | Central Córdoba (R) | 45 | 36 | 11 | 12 | 13 | 38 | 37 | 1   |                                      |
| 12   | Liniers             | 45 | 36 | 11 | 12 | 13 | 45 | 45 | 0   |                                      |
| 13   | Luján               | 44 | 36 | 11 | 14 | 11 | 37 | 41 | −4  |                                      |
| 14   | General Lamadrid    | 41 | 36 | 10 | 11 | 15 | 39 | 48 | −9  |                                      |
| 15   | Leandro N. Alem     | 39 | 36 | 9  | 15 | 12 | 29 | 40 | −11 |                                      |
| 16   | Puerto Nuevo        | 37 | 36 | 8  | 13 | 15 | 26 | 46 | −20 |                                      |
| 17   | Victoriano Arenas   | 31 | 36 | 8  | 7  | 21 | 28 | 54 | −26 |                                      |
| 18   | San Martín (B)      | 27 | 36 | 5  | 12 | 19 | 26 | 47 | −21 |                                      |
| 19   | El Porvenir         | 23 | 36 | 4  | 11 | 21 | 23 | 51 | −28 | Rebaixado para a Primera D de 2024   |

## Torneo Reducido

### Primeira fase
| Chave | Equipe 1          | Resultado      | Equipe 2            | Ida | Volta | Referência |
| ----- | ----------------- | -------------- | ------------------- | --- | ----- | ---------- |
| O−1   | Deportivo Español | 0 − 0 (7−6 p.) | Atlas               |     |       | TyC        |
| O−2   | Excursionistas    | 1 − 2          | Deportivo Laferrere |     |       | TyC        |
| O−3   | Claypole          | 2 − 0          | Sportivo Italiano   |     |       | TyC        |
| O−4   | Real Pilar        | 3 − 1          | Berazategui         |     |       | TyC        |

### Segunda fase
| Chave | Equipe 1          | Resultado      | Equipe 2            | Ida | Volta | Referência |
| ----- | ----------------- | -------------- | ------------------- | --- | ----- | ---------- |
| C−1   | Deportivo Español | 1 − 3          | Deportivo Laferrere |     |       | TyC        |
| C−2   | Claypole          | 1 − 1 (4−2 p.) | Real Pilar          |     |       | TyC        |

### Semifinal
| Chave | Equipe 1            | Resultado | Equipe 2            | Ida | Volta | Referência |
| ----- | ------------------- | --------- | ------------------- | --- | ----- | ---------- |
| S−1   | Argentino de Merlo  | 2 − 0     | Deportivo Laferrere |     |       | TyC        |
| S−2   | Ferrocarril Midland | 4 − 1     | Claypole            |     |       | TyC        |

### Final
| Chave | Equipe 1           | Resultado      | Equipe 2            | Ida   | Volta | Referência |
| ----- | ------------------ | -------------- | ------------------- | ----- | ----- | ---------- |
| ―     | Argentino de Merlo | 1 − 1 (6−5 p.) | Ferrocarril Midland | 0 − 1 | 1 − 0 | TyC, TyC   |

### Premiação
| Campeonato Argentino de Futebol de 2022 Primera C de 2022                                       |
| ----------------------------------------------------------------------------------------------- |
| Club Atlético Argentino de Merlo Campeão (1º título da Primera C) (1º título da Quinta Divisão) |